# Władimir Iwanow (bokser)
Władimir Romanowicz Iwanow (ros. Владимир Романович Иванов, ur. 6 lutego 1936 w  Kraju Krasnodarskim, zm. 21 sierpnia 2021) – rosyjski bokser walczący w barwach Związku Radzieckiego, olimpijczyk.
Urodził się w niewielkiej wsi w Kraju Krasnodarskim. W 1957 przyjechał budować Wołżańską Elektrownię Wodną i osiedlił się w Wołgogradzie. Tam też zaczął systematycznie trenować boks.
W 1968 zdobył tytuł mistrza ZSRR w wadze papierowej (do 48 kg). Na igrzyska olimpijskie w 1968 w Meksyku pojechał jednak młodszy Wiktor Zaporożeć. Iwanow zdobył brązowy medal mistrzostw Związku Radzieckiego w 1970 i złoty medal w 1972 (oba w wadze papierowej).
W wieku 36 lat wziął udział w igrzyskach olimpijskich w 1972 w Monachium, gdzie po wygraniu dwóch walk przegrał w ćwierćfinale z późniejszym złotym medalistą Węgrem Györgym Gedó stosunkiem głosów 2:3. Werdykt został uznany za kontrowersyjny i delegacja radziecka złożyła protest, który nie został uwzględniony. 
Ukończył studia w Wołgogradzkim Instytucie Kultury Fizycznej. Pracował tam w katedrze teorii i metodyki boksu i ciężkiej atletyki.